# 범죄도시 (2008년 영화)
《범죄도시》(영어: What Doesn't Kill You)는 2008년 개봉한 미국의 범죄 드라마 영화이다. 브라이언 굿맨이 연출했으며, 굿맨 본인의 실제 경험에 기초하였다. 마크 러펄로와 이선 호크가 각각 브라이언과 폴리 역을 연기했다. 이 영화는 삶의 고난 속에서 인간이 어떻게 성장하는지에 대한 이야기를 담고 있으며, 독일 철학자 프리드리히 니체의 명언 "나를 죽이지 못하는 것은 나를 더 강하게 만든다"를 연상시키는 제목을 가지고 있다.
2008년 제33회 토론토 국제 영화제에서 전 세계 최초로 상영되었고, 같은 해 12월 미국 극장에서 개봉하였다. 대한민국에는 2014년 10월 개봉하였다.

## 줄거리
어린 시절부터 친구인 폴리와 브라이언은 사우스보스턴의 어려운 환경 속에서 좀도둑질을 하며 살아간다. 이들은 지역 갱단에 합류하지만 브라이언은 범죄 생활과 폴리, 그리고 아내와 아들들이 있는 가정 사이에서 갈등을 겪는다.

## 출연진
- 마크 러펄로 - 브라이언 라일리 역
- 이선 호크 - 폴리 맥두건 역
- 어맨다 피트 - 스테이시 라일리 역
- 레니 클라크 - 호기 역
- 윌 라이먼 - 설리 역
- 브라이언 굿맨 - 팻 켈리 역
- 도니 월버그 - 모런 형사 역
- 앤절라 페더스톤 - 케이티 역
- 린지 매키언 - 니콜 역
- 브라이언 코널리 - 숀 역
- 마이크 예바 - 라운드맨 / 노부인 역
- 리처드 스키너 - 채피 역

## 기타 제작진
- 배역: 도나 더세타
- 미술: 헨리 던
- 세트: 제니퍼 엥걸
- 의상: 로멜 호킨스